# Anathallis gehrtii
Anathallis gehrtii é uma espécie de  planta do gênero Anathallis e da família Orchidaceae.

## Taxonomia
A espécie foi descrita em 2004 por Fábio de Barros.
Os seguintes sinônimos já foram catalogados:  
- Pleurothallis gehrtii  Hoehne & Schltr.
- Pleurothallis illudens  Spann.
- Panmorphia gehrtii  (Hoehne & Schltr.) Luer
- Specklinia gehrtii  (Hoehne & Schltr.) Luer

## Forma de vida
É uma espécie epífita e herbácea.

## Conservação
A espécie faz parte da Lista Vermelha das espécies ameaçadas do estado do Espírito Santo, no sudeste do Brasil. A lista foi publicada em 13 de junho de 2005 por intermédio do decreto estadual nº 1.499-R.

## Distribuição
A espécie é endêmica do Brasil e encontrada nos estados brasileiros de Espírito Santo, Minas Gerais, Rio de Janeiro, Santa Catarina e São Paulo.
A espécie é encontrada no domínio fitogeográfico de Mata Atlântica, em regiões com vegetação de floresta ombrófila pluvial.